# André Jacques Garnerin

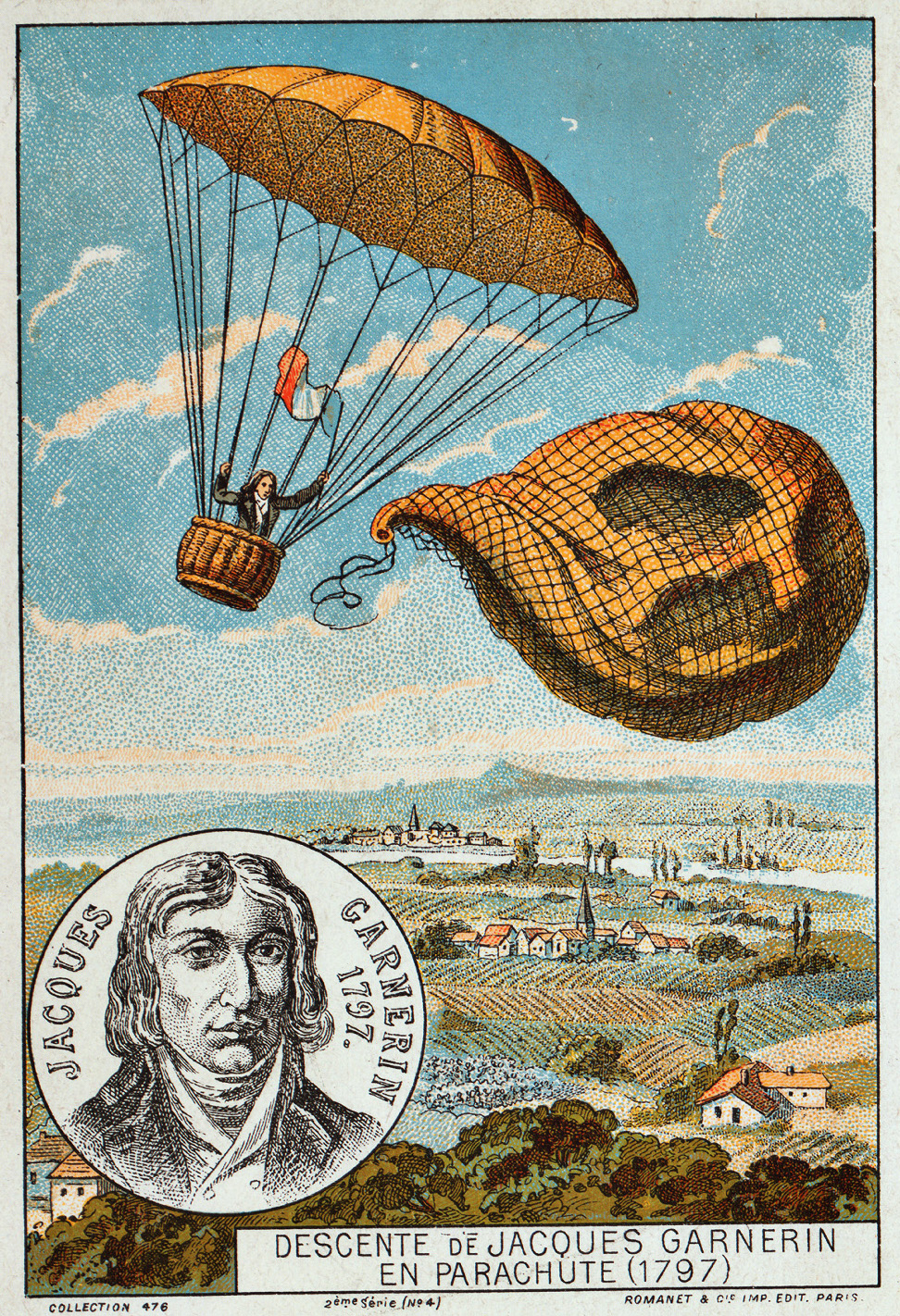
Dibujo del descenso en paracaídas de André Jacques Garnerin.

André Jacques Garnerin (París, 31 de enero de 1769-ibidem, 18 de agosto de 1823) fue un piloto de globos francés, más conocido por ser el inventor del paracaídas sin armazón, precursor del paracaídas moderno.

## Biografía
Garnerin nació en París el 31 de enero de 1769. Fue hecho prisionero por tropas británicas durante la primera fase de las guerras Napoleónicas (1792–1797), entregado a los austríacos y mantenido en cautividad en Buda (Hungría) durante tres años.
Falleció el 18 de agosto de 1823 a consecuencia del golpe que se dio contra una viga en la cabeza mientras hacía los preparativos para un vuelo en globo dirigible.

## Saltos en paracaídas

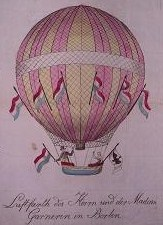
Garnerin, Berlín, 1803.

El 22 de octubre de 1797, logró indiscutiblemente el primero de muchos saltos de exhibición en paracaídas (atestiguados) desde su globo de hidrógeno a 350 m de altitud. Su primer salto lo realizó sobre París, Francia, con miles de personas observándolo en el parque de Monceau. El paracaídas de Garnerin estaba hecho de seda y tenía un poste de sostén que hacía que se viera como un enorme paraguas reforzado. Estando parado en una cesta en el extremo del poste, Garnerin lanzaba su paracaídas que oscilaba violentamente (se agitaba de un lado a otro) porque el paracaídas no tenía orificios de ventilación, y el aire debía escapar por un lado y después por el otro.
André Jacques Garnerin es considerado como el primer paracaidista de verdad, habiendo realizado numerosos saltos y entre ellos uno de 8000 pies de altura (aproximadamente 2430 m) sobre Londres con un paracaídas con campana de seda de unos 7 m de diámetro.
Su esposa, Jeanne Geneviève Labrosse, fue la primera mujer en saltar en paracaídas, en 1798. Su sobrina Élisa Garnerin, hija de su hermano Jean-Baptiste, saltó 40 veces entre 1815 y 1836.
En 1804, el astrónomo Jerôme Lalande, que había sido testigo de los experimentos de Garnerin, ideó la válvula o abertura superior, con lo que consiguió reducir las oscilaciones.